# Nostro figlio
Nostro figlio (Our Son) è un film del 2023 diretto da Bill Oliver.

## Trama
Dopo tredici anni insieme, Gabriel decide di divorziare dal marito Nicky, dando così inizio a una battaglia legale per la custodia del figlio Owen.

## Produzione
Nel giugno 2022 è stato annunciato che Billy Porter e Luke Evans avrebbero recitato in un film diretto da Bill Oliver, autore della sceneggiatura insieme a Peter Nickowitz. Nell'agosto dello stesso anno Robin Weigert, Andrew Rannells, Isaac Cole Powell, Phylicia Rashad e Kate Burton si sono uniti al cast.

## Promozione
Il primo trailer del film è stato pubblicato il 22 novembre 2023.

## Distribuzione
Il film è stato presentato in anteprima mondiale al Tribeca Festival il 10 giugno 2023 e successivamente è stato distribuito nelle sale statunitensi l'8 dicembre dello stesso anno.

## Accoglienza
Il film è stato accolto positivamente dalla critica. L'aggregatore di recensioni Rotten Tomatoes riporta l'85% di recensioni positive con un punteggio globale di 6,2 su 10 basato sul parere di 13 critici.